# 닉 스파노
닉 스파노(Nick Spano, 1976년 3월 16일 ~ )는 미국의 배우이다.

## 출연 작품
- 이븐 스티븐슨 무비 (2003)
- 보디 샷 (1999)
- 지아 (1998)
- 디파잉 그래버티 (1997)
- 앱솔루션 (1997)
- 더 영 앤 더 레스트리스 (1973)